# Jan Jacob Rochussen
Jan Jacob Rochussen (23. října 1797 Etten-Leur – 21. ledna 1871 Haag) byl nizozemský politik konzervativní orientace. V letech 1858–1860 byl předsedou nizozemské vlády, souběžně spravoval ministerstvo kolonií. Mezi roky 1840 až 1843 působil jako ministr financí. V letech 1845 až 1851 byl generálním guvernérem Nizozemské východní Indie.

## Život a politika
V roce 1815 sloužil v dobrovolnickém sboru, který bojoval proti Napoleonovi. Původně byl výběrčím daní, nejprve v Schiedamu, později v 's-Hertogenboschi, Rotterdamu a nakonec v Amsterdamu. Roku 1826 byl krátce tajemníkem Obchodní a průmyslové komory. V letech 1828 až 1840 řídil amsterdamský entrepôt. Právě během svého působení v entrepôtu získal přízeň krále Viléma I. Rochussen se stal královým rádcem a sblížil se s ním.
I proto byl Rochussen Vilémem I. v posledním roce na trůně vybrán jako ministr financí. Snažil se zachránit veřejné finance, ale poté co jeho návrh na konverzi státního dluhu neprošel v horní komoře, byl nucen podat demisi. V letech 1843-1845 sloužil jako zvláštní vyslanec v Bruselu. To nebyla lehká mise, neboť Belgie se od Nizozemska odtrhla poměrně nedávno a zbývala řada citlivých majetkových otázek k vyřízení. Řadu z nich ve funkci pomohl vyřešit.
V únoru 1845 byl královským dekretem jmenován generálním guvernérem Nizozemské východní Indie. V Batávii (dnešní Jakartě) se brzy dostal do problémů s místním obyvatelstvem, neboť hájil nenáviděný systém nucených prací (cultuurstelsel). Razantně proto omezil svobodu tisku.
V roce 1851 se vrátil do Nizozemska a brzy byl zvolen do sněmovny za Alkmaar (členem sněmovny v letech 1852–1857 a 1864–1869). O rok později sestavil vlastní vládní kabinet. K rezignaci byl donucen, když sněmovna neschválila jeho návrh rozpočtu. Poté pomohl Schelto van Heemstrovi sestavit kabinet nový.
Jsou po něm pojmenovány sluka polní (Scolopax rochussenii) a jeden druh orchideje (Coelogyne rochussenii). Rochussenův syn Willem Frederik Rochussen byl ministrem zahraničních věcí v letech 1881 až 1883. Jeho zeť Jacob van Zuylen van Nijevelt byl nizozemským premiérem. Jeho vnuk Herman Adriaan van Karnebeek byl starostou Haagu, ministrem zahraničních věcí a předsedou Společnosti národů v letech 1921 až 1922.